# Guernsey címere

Guernsey címere

Guernsey címere egy vörös színű pajzs, rajta három sárga nyújtózkodó oroszlánnal. A pajzs felett egy apró, sárga színű gally látható. A címer erősen hasonlít Anglia, Jersey és Normandia címerpajzsaira.